# 本江駅 (富山県新湊市)
本江駅（ほんごうえき）は、富山県新湊市（現・射水市）本江にあった富山地方鉄道射水線の駅（廃駅）である。射水線の廃線に伴い1980年（昭和55年）4月1日に廃駅となった。

## 歴史
- 1929年（昭和4年）7月2日：越中鉄道打出浜駅（後の打出駅（2代目）） - 堀岡駅間延伸開通に伴い開業[1][2]。
- 1943年（昭和18年）1月1日：交通統合に伴い富山地方鉄道射水線の駅となる[1][2]。
- 1971年（昭和46年）5月1日：交換設備撤去[3]。
- 時期不詳：業務委託化[4]。
- 1980年（昭和55年）4月1日：射水線の廃線に伴い廃止となる[1][2]。

## 駅構造
廃止時点で、島式ホーム（片面使用）1面1線を有する地上駅であった。ホームは線路の北側（新港東口方面に向かって右手側、旧下り線）に存在した。かつては島式ホーム1面2線を有する列車交換可能な交換駅であった。駅舎の反対側（南側）が下り線、駅舎側（北側）が上り線となっていた。使われなくなった駅舎側の1線は、交換設備運用廃止後は線路は撤去されたが、ホーム前後の線路は転轍機の名残で湾曲していた。
業務委託駅となっていた。駅舎は構内の北東側に位置しホーム東側とを結ぶ通路（かつては構内踏切であった）で連絡していた。駅舎は三角屋根を有する建物で、入口はホームに対し90度の角度で駅舎の東側に設置されていた。ホームに待合所代わりの上屋を有した。

## 駅周辺
- 国道415号
- 富山県道204号小杉本江線

## 駅跡
線路跡は四方駅跡南方附近から終点・新港東口駅附近までサイクリングロードとなっている。1997年（平成9年）時点では、線路跡地はそのサイクリングロードであった。2006年（平成18年）時点、2010年（平成22年）時点でも同様であった。
駅跡地は2010年（平成22年）時点では東洋ガスメーターの工場南側の一部分となっていた。

## 隣の駅
富山地方鉄道
射水線
打出駅 - 本江駅 - 練合駅